# Nico Steinbach

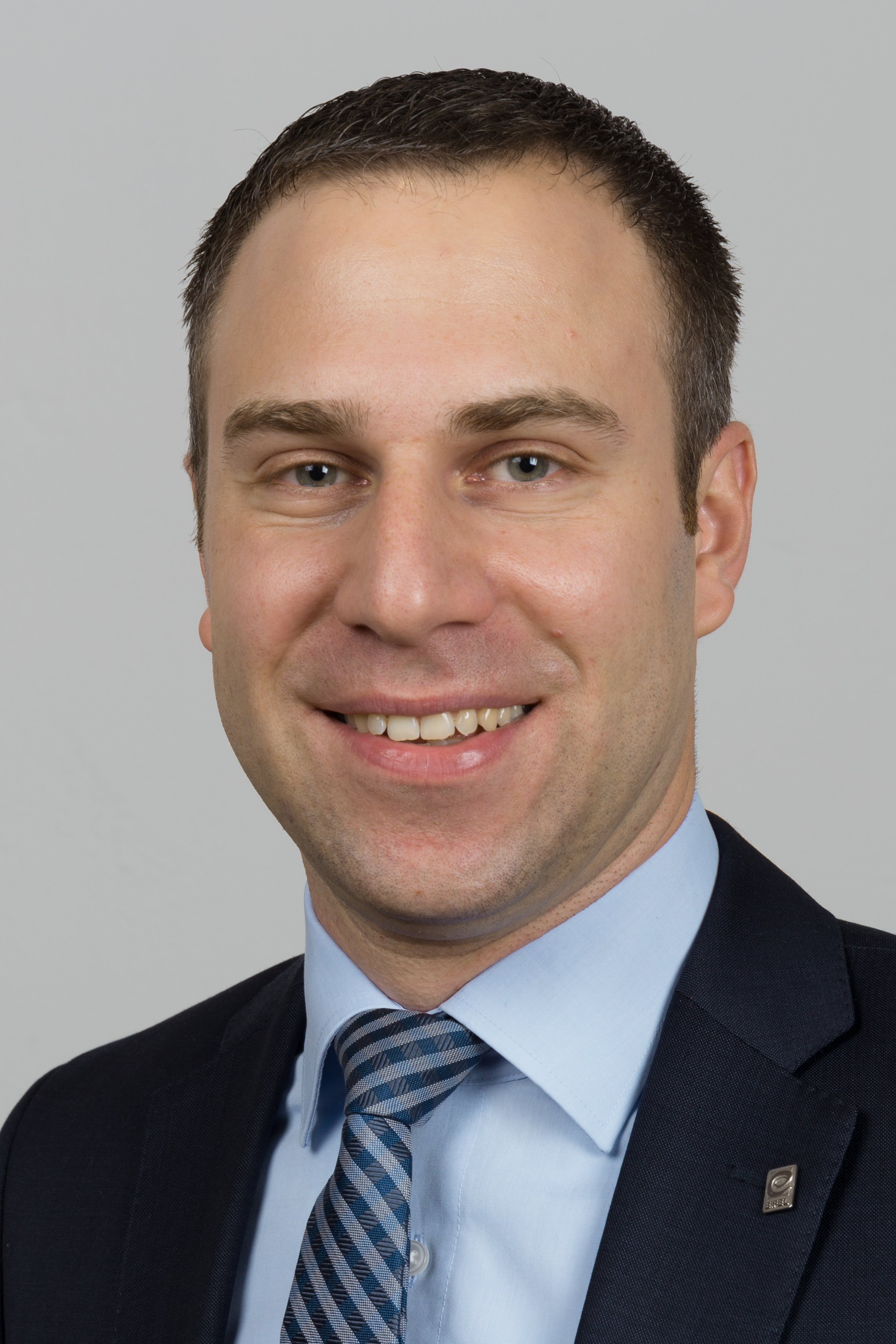
Nico Steinbach (2016)

Nico Steinbach (* 28. Februar 1984 in Bitburg) ist ein deutscher Politiker (SPD) und Abgeordneter im Landtag Rheinland-Pfalz.

## Leben
Nico Steinbach absolvierte im Anschluss an die mittlere Reife eine Ausbildung zum Bankkaufmann bei der damaligen Volksbank Bitburg und war bis 2014 in seinem Beruf tätig.
Er gehört der SPD seit 2001 an. Seit 2004 ist er Mitglied des Ortsgemeinderates in seinem Heimatort Oberweiler, seit 2008 ist er dort Ortsbürgermeister.
Dem Verbandsgemeinderat der Verbandsgemeinde Bitburger Land und dem Kreistag des Eifelkreises gehört er seit 2009 an. Seit 2013 ist Steinbach zudem Vorsitzender der SPD im Eifelkreis.
In den Landtag rückte er am 1. Januar 2015 für die ausgeschiedene Abgeordnete Monika Fink nach.
Bei der Landtagswahl 2016 wurde er im Wahlkreis Bitburg-Prüm mit einem Direktmandat in den Landtag gewählt.
Dort war er stellvertretender Vorsitzender des Ausschusses für Landwirtschaft und Weinbau und stellvertretender Vorsitzender des Ausschusses für Umwelt, Energie, Ernährung und Forsten.
Bei der Landtagswahl 2021 wurde er als direkt gewählter Kandidat für den Eifelkreis Bitburg-Prüm erneut in den rheinland-pfälzischen Landtag gewählt.